# 贾正平
贾正平（1957年—），山西忻州人，汉族，中华人民共和国政治人物、第十一届全国人民代表大会解放军代表。
毕业于兰州大学生命科学学院药学专业，是中共党员。担任兰州军区总医院药材科主任、主任药师。2008年起担任全国人大代表。